# Seppe Gebruers
Seppe Gebruers (geboren op 9 mei 1990) is een Belgische muzikant, componist en improvisator. Hij is ook docent en onderzoeker aan het KASK/ Conservatorium in Gent. Gebruers speelt zowel solo als in bands. Zijn werk varieert van jazz tot hedendaagse klassieke muziek.
Sinds zijn eerste concerten op twaalfjarige leeftijd heeft Gebruers een reputatie opgebouwd als avontuurlijk en compromisloos musicus. Momenteel onderzoekt hij de mogelijkheden van kwarttonen in piano, compositie en improvisatie.

## Levensloop

### Jeugd
Een van zijn eerste pianoleraren als prille tiener was Jef Neve die belangrijk was in de ontwikkeling van Gebruers omdat hij hem in contact bracht met jazz en hem meenam naar optredens e.d.m. Rond zijn 14-15e kwam hij ook in contact met Kris Defoort
Gebruers speelt sinds zijn 12de concerten. Hij begon in het pianotrio ‘Jazzfact’ (met Nathan Wouters en Jakob Warmenbol) daarmee heeft hij op een live-cd Music Live 2004 gestaan. In dat zelfde jaar, trad hij op in het Sportpaleis voor Night of the Proms en won hij een beurs voor Jong Muziektalent (Yotam). Later stond hij aan de zijde van muzikanten als Jim Black, Eric Thielemans, Robin Verheyen, Joachim Badenhorst, etc. Gebruers studeerde in 2013 af aan het Koninklijk Conservatorium Antwerpen, waar hij zowel jazz (bij Erik Vermeulen) als klassiek (bij Levente Kende) geschoold werd.
In 2014 werd Gebruers winnaar bij de Sabam Jazz Awards in de categorie 'opkomend talent'.

### Latere leven en carrière
Gebruers was de leider van het grote ensemble Ifa y Xango dat in 2011 de Jong Jazztalent Gent-prijs won en in 2012 optrad op Gent Jazz.
"Pianist Seppe Gebruers waardeerden we in het bijzonder door zijn lef en eigenzinnige invallen. Winnaar Ifa y Xango heeft een hoop potentieel, waarvan we verwachten dat de musici die snel helemaal gaan waar maken.”
Hun eerste album 'Abraham' werd door New York City Jazz Record (US) geselecteerd als 'Best Debut Releases 2013'. Hun tweede album 'twice left handed \ shavings' (2015) experimenteert met elektronische muziek. Hier speelt Gebruers met elektronische instrumenten en live soundprocessing.
In deze jaren werkte Gebruers ook nauw samen met zijn leraar Erik Vermeulen. Ze vormden een pianoduo en brachten in 2013 hun album 'Antiduo' uit. Later werd het duo een kwartet met drummers Marek Patrman en Eric Thielemans, resulterend in het album 'Rorschach' (2019).
Over Gebruers' optreden in 'Antiduo' schreef de pers:
"een boeiend tussentijds rapport van hun clash" (...) "een bloemlezing van achttien stukjes instant composing. ... Als luisteraar moet je even hard zoeken als de pianisten zelf. Je kunt dat een helse opgave vinden, maar je kunt het beter als een fijn geschenk beschouwen waar je nog maanden mee zoet bent." Didier Wijnants, Didier Wijnants, De Morgen, p.M8 (30/01/2014).
In 2013 speelde Gebruers' groep Bambi Pang Pang (met Viktor Perdieus (saxofoon) en Laurens Smet (contrabas)) op Jazz Middelheim met de legendarische Amerikaanse drummer Andrew Cyrille. Deze samenwerking leidde tot een ander album 'Drop your plans' (2015).
"The members of the group show how much a free jazz approach can bring to the art of the ballad. The music is cliché-free, melodic and emotional and can be enjoyed with both head and heart."
In 2013 was Gebruers medeoprichter van het muzikale collectief Troika, waarvan hij artistiek leider is. Troika is een organisatie die improvisatie beschouwt als een middel om muziek te maken in plaats van als een genre. Vanuit deze gedachte organiseert Troika concerten, produceert albums en neemt interviews af.
Gebruers vormt ook een duo met de componist en beeldend kunstenaar Charlemagne Palestine. Samen bespelen ze vier verschillend gestemde piano's. In 2018 speelde Gebruers' een door Charlemagne gecomponeerd stuk voor de beiaard in de Onze-Lieve-Vrouwekathedraal in Antwerpen.
Andere samenwerkingen zijn Paul Lovens, Evan Parker, Paul Lytton, Robin Verheyen en Nate Wooley.

## Microtonaliteit
Momenteel is Gebruers' belangrijkste project de verkenning van microtonaliteit. Hiervoor speelt en improviseert hij met twee piano's die een kwarttoon uit elkaar gestemd zijn.

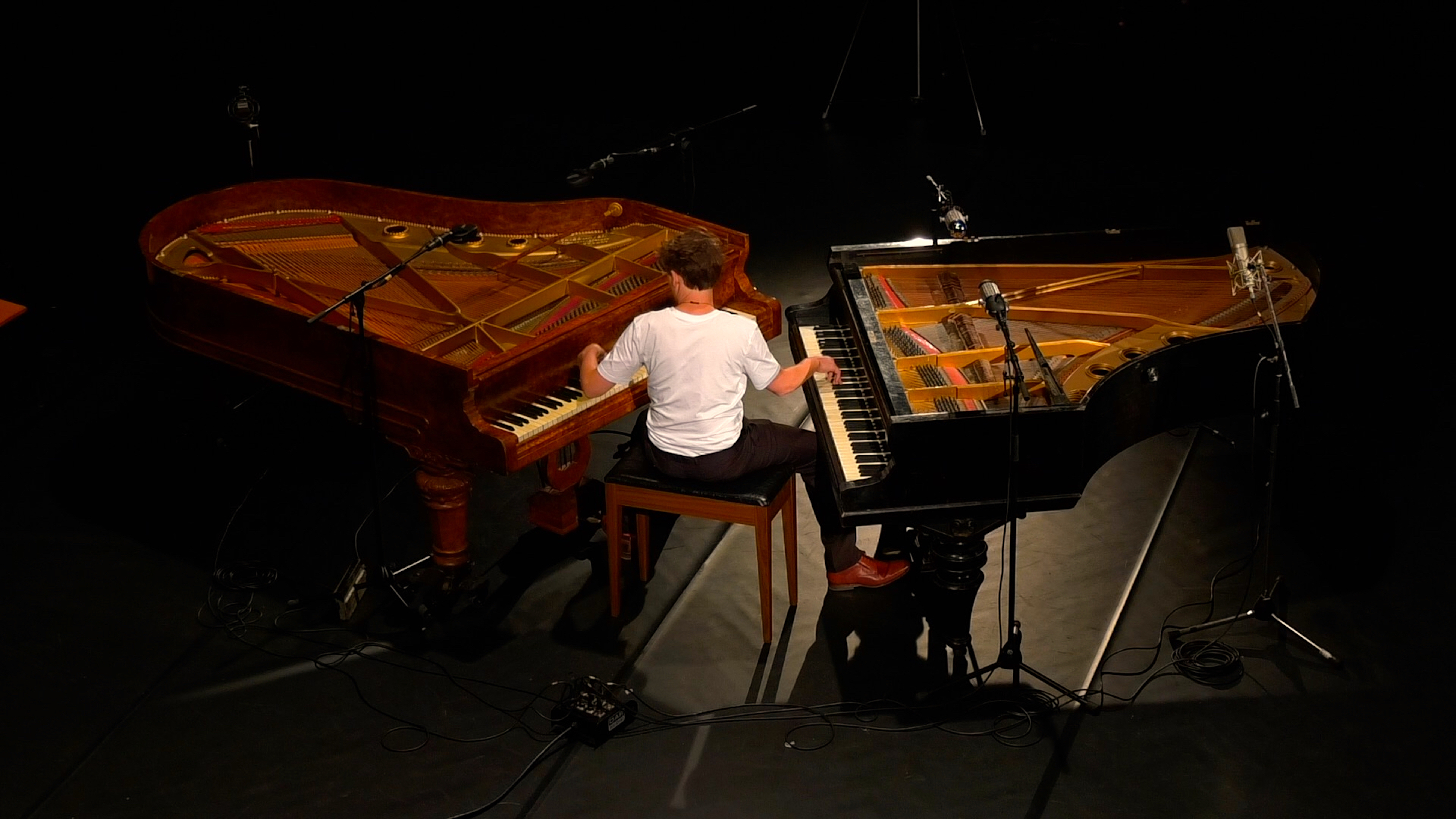
Seppe Gebruers 'Playing with standards' opname in Kunstencentrum Nona, Mechelen (Oktober 2021).

In 2019 startte hij een onderzoeksproject aan het Koninklijk Conservatorium van Gent en de Universiteit Gent, getiteld 'Playing with ...'. 

In de linernotes (geschreven door Seppe Gebruers):
"Door de piano's een kwarttoon uit elkaar te stemmen, speel ik met onze collectieve kunstmatige gewoonte: de gelijkzwevende stemming. Sinds Das wohltemporierte Klavier van J.S. Bach is het in Europa de gewoonte om twaalf gelijke halve tonen in één octaaf te hebben; een uniform stemsysteem dat nog steeds de westerse muziek domineert. Door kwarttonen toe te voegen wordt een octaaf verdeeld in vierentwintig gelijke intervallen, waardoor de harmonische mogelijkheden vermenigvuldigd worden. Zo wordt onze speelkameraad - tonaliteit - die een vanzelfsprekend hulpmiddel was geworden, naar voren gehaald. Ik doe dit zowel om de traditie in twijfel te trekken als uit liefde ervoor."
"Het toevoegen van kwarttonen geeft een grotere diversiteit van emotionele lading in harmonie en melodie", zegt Seppe. "Als pianisten denken we vaak in zwart en wit. Nu ga je daar plots tussen denken."
"Muziek moet je niet begrijpen, muziek moet je ervaren. Moeilijke muziek bestaat niet. Dit is geen moeilijke muziek. Het wringt misschien, maar dat wringen of die spanning is ook een ervaring, dat zijn ook emoties die aan bod kunnen komen. Mijn onderzoek is geslaagd als mensen meer tijd nemen om muziek opnieuw te gaan ervaren."
in "de keuze om elk klavier met slechts één hand te bespelen ... bereiken de mogelijkheden van microtonaliteit hun volledige desoriënterende potentieel. Door twee verschillend gestemde piano's naast of tegenover elkaar te plaatsen, verliezen "goed" en "vals" spelen al hun betekenis en kan de muziek zich in al haar caleidoscopische glorie ontvouwen" (Koen van Meel).
Met twee piano's die een kwarttoon uit elkaar gestemd zijn nam Gebruers 'The Room: Time & Space' (2018) in triobezetting met drummer Paul Lovens en bassist Hugo Anthunes.
In zijn soloproject 'Playing with standards' (albumrelease januari 2023) speelt Gebruers met bekende nummers waaronder jazzstandards. Met Paul Lytton en Nils Vermeulen vormt hij een 'Playing with standards trio'.

## Een Pleidooi voor Meerstemmigheid
"Een Pleidooi voor Meerstemmigheid" is een essay van Seppe Gebruers, gepubliceerd op 2 september 2024. Het stuk biedt een kritische reflectie op de hedendaagse muzieksector en pleit voor een meerstemmige dialoog tussen artiesten, curatoren, managers en andere belanghebbenden. Gebruers analyseert de invloed van professionalisering en zakelijke structuren op de creatie en beleving van muziek en stelt vragen over de verhouding tussen kunst, smaak, en ethische verantwoordelijkheid.

### Kritiek op de professionalisering van de muzieksector[13]
Gebruers begint met een observatie van de zakelijke ondersteuning die artiesten tegenwoordig ontvangen, zoals hulp bij carrièreplanning en promotie. Hij stelt echter dat deze structuren de kunst wezenlijk veranderen. Hij schrijft:
"Wat voor relatie ontwikkelt zich tussen artiest en toeschouwer als een derde partij, zij het passief, betrokken is bij het tonen van het werk?"
In zijn analyse ziet Gebruers een scheiding tussen de creatieve oorsprong van kunst en de zakelijke omgeving die die kunst faciliteert. Hij wijst erop dat muziek steeds meer wordt afgestemd op commerciële criteria of de visie van curatoren, wat leidt tot een situatie waarin artiesten minder autonomie hebben. Financiële onzekerheid en de behoefte aan zichtbaarheid dwingen muzikanten vaak om concessies te doen aan hun artistieke integriteit.

### Het verlies van transformatieve kracht
Een centraal thema in het essay is het verlies van de transformatieve kracht van muziek. Gebruers stelt dat muziek tegenwoordig vaak een product is dat gericht is op herkenbaarheid en commercieel succes, in plaats van een ervaring die vervreemding en vernieuwing biedt. Hij legt uit:
"De creatieve wereld van de kunsten gaat net over het onvoorstelbare, over een ervaring die onze dagelijkse common-sense omverwerpt."
Gebruers vergelijkt deze situatie met het werk van componisten zoals Wagner, wiens muziek een zware symbolische lading kreeg door politieke en ideologische associaties. Hij waarschuwt dat muziek niet gereduceerd mag worden tot een vehikel voor morele of ideologische boodschappen, maar juist ruimte moet bieden voor mysterie en verwondering.

### Smaak en de illusie van controle
Een andere belangrijke invalshoek van het essay is de rol van smaak in de muziekbeleving. Gebruers bekritiseert de neiging om muzikale ervaring te reduceren tot een kwestie van begrijpelijkheid en consumptie. Hij stelt:
"We stellen ons steeds de vraag ‘Wat wordt er bedoeld?’ en dus niet ‘Hoe kunnen we het ervaren?’"
Volgens Gebruers leidt deze reductie tot een oppervlakkige omgang met kunst, waarbij artiesten hun werk aanpassen om aan de verwachtingen van programmatoren en het publiek te voldoen. Dit leidt tot een situatie waarin de muziek zelf vaak op de achtergrond verdwijnt ten gunste van symboliek en herkenning.

Vervolgens legt bespreekt hij het complexe esthetische proces van smaak met de volgende metaforen: 
Zodra de muzikant zich identificeert met een 'smaak', wordt het een bewust product dat geconsumeerd kan worden als een modeverschijnsel: hij of zij heeft een smaak, een gevoel of ervaring. De smaak is dan niet meer tegenwoordig. Het is niet meer in de constante beweging van proeven en bijsturen. Het wordt een product dat we kunnen bezitten, we hebben smaak en we tonen het bezit ervan. Wanneer de muzikant echter zelf verwikkeld is in het proeven en bijpassen, nodigt hij de luisteraar uit tot meeproeven. Zo deelt de muzikant of componist met de luisteraar zijn ‘proeven’ van de muzikale materie. Wanneer een smaak getoond wordt, kunnen we ons de vraag stellen of er wel geproefd wordt, of slechts bijna mechanisch gesimuleerd wordt wat mensen graag schijnen te lusten.

### Diversiteit en de valkuilen van representatie
In zijn essay behandelt Gebruers ook de rol van diversiteit in de cultuursector. Hij wijst erop dat het streven naar gendergelijkheid en representatie vaak onbedoelde gevolgen heeft. Hij beschrijft hoe vrouwelijke muzikanten soms worden overspoeld met werk, terwijl oudere mannelijke muzikanten steeds vaker uitgesloten worden. Dit alles leidt volgens Gebruers tot een oppervlakkige benadering van diversiteit, waarbij de nadruk ligt op vertoning in plaats van inhoudelijke verandering.

### De noodzaak van meerstemmigheid
Het essay mondt uit in een pleidooi voor meerstemmigheid, een concept dat Gebruers definieert als een dynamische dialoog tussen verschillende perspectieven zonder de noodzaak van consensus. Hij gebruikt een muzikale metafoor om dit te illustreren:
"Wanneer we naar het iconische zesstemmige 'Ricercar a 6' uit 'Das Musikalische Opfer' van Johann Sebastian Bach luisteren, horen we steeds één stem luider of prominenter dan de andere. Het is een totale verwikkeling die zich richt op beweging en constante transformatie."
Gebruers benadrukt dat meerstemmigheid geen democratische gelijkheid vereist, maar eerder een openheid voor verschil en het onbekende. Hij stelt dat overlegorganen in de muzieksector meer ruimte moeten bieden voor de visie van artiesten, onderzoekers en cultuurcritici, en niet louter moeten focussen op commerciële en logistieke overwegingen.

### Conclusie
Met "Een Pleidooi voor Meerstemmigheid" levert Seppe Gebruers een diepgaande kritiek op de huidige staat van de muzieksector. Hij roept op tot een herwaardering van de artistieke ervaring en een nieuwe vorm van dialoog die recht doet aan de complexiteit en het transformatieve potentieel van muziek. Het essay is een oproep om kunst en muziek los te maken van de beperkingen van herkenbaarheid en commercie, en ruimte te scheppen voor experiment en vervreemding. Dit lijkt hem enkel mogelijk in een meerstemmig dialoog die niet gericht is op een compromis, sociale erkening of de verkoop van muziek.

## Prijzen
- SABAM Jazz Award ‍2014 “een grote muzikale durf en opvallende nieuwsgierigheid die verder reiken dan de geijkte formules”[14]
- Best Debut record 2012, 'Abraham' by Ifa y Xango selected by the New York City Jazz magazine.[15]
- Jong Jazz Talent 2012, Ifa y Xango, Gent Jazz.[16]

In zijn tienerjaren:
- My First Night 2004 (de eerste prijs van de pianocompetitie van de Belgische Night Of The Proms in het Sportpaleis)[17]
- Music Live 2004 – Jeugd & Muziek (with the trio 'Jazzfact with Jakob Warmenbol & Nathan Wouters)[18]

## Discografie
| Year recorded | Year released | Title                             | Label                                           | Notes                                                                                |
| ------------- | ------------- | --------------------------------- | ----------------------------------------------- | ------------------------------------------------------------------------------------ |
| 2012          | 2012          | Abraham                           | Troika                                          | Ifa y Xango                                                                          |
| 2010-2012     | 2013          | Antiduo                           | el negocito records & Troika                    | Duo, met Erik Vermeulen (piano)                                                      |
| 2014          | 2015          | Drop your plans                   | el negocito records & Troika                    | Bambi pang pang (met Viktor Perdieus en Laurens Smet) feat. Andrew Cyrille           |
| 2014          | 2015          | Twice left handed // Shavings     | el negocito records & Troika                    | Ifa y Xango (tentet)                                                                 |
| 2015          | 2016          | Rub                               | el negocito records & Troika                    | Nest                                                                                 |
| 2017          | 2018          | Live at ljublijana                | Multikulti Project                              | Trio, met Luís Vicente (trumpet) en Onno Govaert (drums)                             |
| 2015          | 2016          | The Room: Time & Space            | el negocito records , Poo Torch, and Troika vzw | Trio, met Hugo Antunes (bass) en Paul Lovens (drums)                                 |
| 2016          | 2017          | Rorschach                         | el negocito records & Troika                    | Kwartet met Erik Vermeulen (piano), Marek Patrman (drums) en Eric Thielemans (drums) |
| 2022          | 2022          | A Room With No Name               | Fundacja Słuchaj                                | Trio met Luís Vicente (trumpet) en Onno Govaert (drums)                              |
| 2017          | 2022          | Harmoniums                        | Aspen Edities & Troika                          | Duo met Thijs Troch (harmonium)                                                      |
| 2021          | 2023          | Playing with Standards 1, 2 and 3 | el negocito records & Troika                    | Solo met twee piano's die een kwarttoon uit elkaar gestemd zijn                      |

- MusicBrainz: f698959a-567a-4aed-b52f-743df28f40db
- Virtual International Authority File: 31156372524007542744